# 柳明姫
柳明姫（ユ・ミョンヒ、1954年9月5日 - ）は、韓国の微生物学者である。現在は韓国女性科学技術連合連盟の会長を務めている。2010年7月に、李明博大統領から未来戦略計画局の長官に任命され、2013年2月まで務めた。 

## 若年期と教育
柳はソウルで生まれた。彼女は、中学生の時に科学と技術に興味を持っていることに気づいた。1976年にソウル大学校で微生物学科を卒業し理学学士号を、1981年にカリフォルニア大学バークレー校で微生物学の博士号を取得した。1985年からマサチューセッツ工科大学(MIT)で博士研究員として研究を行った。 

## 業績

### 科学研究
韓国に戻った後、2000年まで韓国生命工学研究院に勤務した。その後は韓国科学技術院で主任研究員を務めている。柳の研究は、多くがセルピンタンパク質・α-1アンチトリプシンの構造の解明とフォールディングに焦点を当ててきた。柳の研究チームは、タンパク質のフォールディング・エラーであるtsf突然変異など、どのアミノ酸がある種の突然変異を抑制できるのかについて研究した。彼女はまた、突然変異したα-1アンチトリプシンにジスルフィド結合を付加したものとその生成法を研究グループと連名で特許取得している。 
彼女の研究はNature、Journal of Proteome Research、米国科学アカデミー紀要、Journal of Molecular Biology、Journal of Biological Chemistry、BMBレポートなどに掲載されている。彼女の研究は生化学、遺伝学、分子生物学、免疫学、微生物学の分野でよく引用されている。

### 公共の業務
2002年7月から2010年7月まで、韓国科学技術研究院で21世紀フロンティア研究開発プログラムの一部である機能プロテオミクスセンターの所長を務めた 。2010年に、彼女は韓国政府の未来戦略企画官に任命された 。彼女の職務には、科学技術に関する政府のコミュニケーションを監督し、低炭素でグリーンな技術の促進を支援することが含まれていた 。また、2009年から2010年まで韓国生物物理学会会長、2010年に韓国ゲノム機構会長を務めた 。 

## 賞と表彰
- 韓国分子生物学会 モック・アム賞（1996年）[24][8]
- ロレアル-ユネスコ女性科学賞（1998年）[10][24]
- ソウル市文化賞 （2001年）[24][8][7]
- 韓国政府 科学技術勲章雄飛章（2004） [24] [8]